# خلنو
خُلِنو، بلندترین نقطه استان تهران، قله‌ای است در منطقه البرز مرکزی به ارتفاع ۴۳۷۵ متر. خلنو و قلهٔ هم‌ارتفاع آن، آزادکوه، پس از دماوند و علم‌کوه سومین قله بلند البرز مرکزی هستند. خلنو، از جنوب به شمشک و رودبار قصران، از شمال به درهٔ رودخانهٔ وارنگه‌رود، از شرق به دشت لار (محدوده لواسانات) و از غرب به وسیلهٔ خط‌الرأس هرزه‌کوه به درهٔ رودخانه کرج منتهی می‌شود.

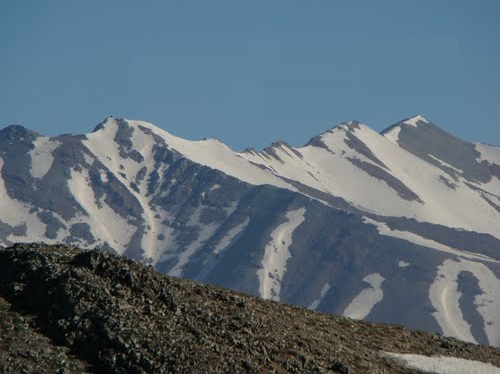
قله خلنو (سمت راست تصویر)

## مسیرهای صعود
متداول‌ترین مسیر صعود به قله خلنو از تنگه‌ای در شمال روستای لالان (در دهستان رودبار قصران) شروع می‌شود. در انتهای این مسیر دو یال، یک گودی، زیر قله تشکیل می‌دهند که به آن کاسه گفته می‌شود. عبور از کاسه راه تابستانه قله است. یال جنوبی کاسه به قله‌ای دیگر به نام برج (با ارتفاع حدود ۴۳۲۵ متر) منتهی می‌شود. با ادامه مسیر بر روی خط الراسی که از برج به سمت شمال می‌رود و عبور از تیغه‌های ژاندارک نیز می‌توان به خلنو رسید. عبور از خط الراس برج-خلنو به دلیل قسمت تیغه‌ای، مسیری چالشی محسوب می‌شود. 
راه دوم، صعود به قله‌های سرکچال و عبور از گردنه ورزا است که از شمشک (در بخش رودبار قصران) آغاز می‌شود. این مسیر هم ابتدا به برج و سپس به خلنو می‌رسد.
برخی کوهنوردان هم راه سومی را از سمت روستای وارنگه‌رود پیشنهاد داده‌اند.